# Újezd u Svatého Kříže
Újezd u Svatého Kříže (německy Aujest beim Heiligenkreuz) je obec v okrese Rokycany v Plzeňském kraji. Leží necelé tři kilometry západně od Radnic a přes třináct kilometrů severozápadně od Rokycan. V období komunistického režimu se nazývala Újezd u Radnic. Žije zde 233 obyvatel.

## Název
V letech 1869–1880 nesla název Svaté Kříže, v roce 1890 Svaté Kříže t. Újezd u Svatého Kříže, v letech 1900–1950 Újezd u Svatého Kříže, v letech 1961–1990 Újezd u Radnic a od 1. března 1990 se opět nazývá Újezd u Svatého Kříže.

## Historie

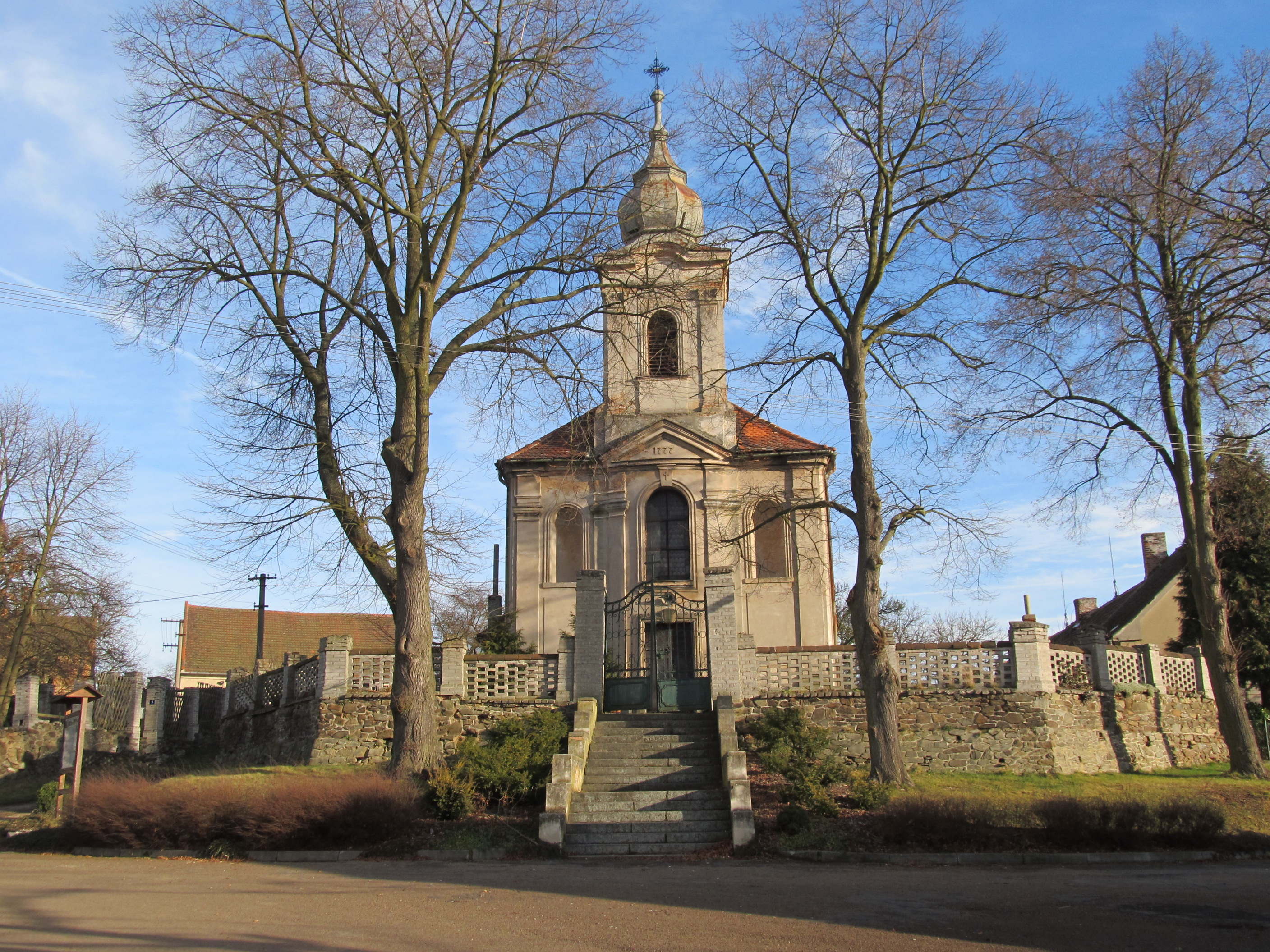
Kostel od západu

První písemná zmínka o vesnici pochází z roku 1352.
V první polovině devatenáctého století se severovýchodně od vesnice začalo těžit černé uhlí. Nejstarší důl zvaný šachta Svatý Kříž býval jižně od Dvorců. Později jej získali Šternberkové a provozovali jej pod názvem Matylda III. Po druhé světové válce důl patřil podniku Západočeské uhelné doly a v roce 1961 byl uzavřen. Jižně od něj fungoval důl Marie Pomocná. Těžba v něm byla zahájena po roce 1850 a trvala až do roku 1928, kdy společnost Radnické kamenouhelné těžařstvo důl zavřelo. Druhým dolem Radnického kamenouhelného těžařstva u Újezdu byla Bohemia. Důl do roku 1928 dobýval v hloubce 47 metrů jedinou sloj s mocností 1,1–1,8 metru. V letech 1918, 1919 a 1920 se v Bohemii vytěžilo 23 607, 58 236 a 77 948 tun uhlí, které se používalo zejména ve sklárně, která stávala v místech osady Bohemia u silnice II/232. V roce 1872 byly otevřeny doly Ervín a Leo, z nichž druhý patřil rodině Starcků.

## Obyvatelstvo
| Rok            | 1869 | 1880 | 1890 | 1900 | 1910 | 1921 | 1930 | 1950 | 1961 | 1970 | 1980 | 1991 | 2001 | 2011 | 2021 |
| -------------- | ---- | ---- | ---- | ---- | ---- | ---- | ---- | ---- | ---- | ---- | ---- | ---- | ---- | ---- | ---- |
| Počet obyvatel | 539  | 576  | 684  | 746  | 478  | 767  | 627  | 431  | 429  | 392  | 298  | 236  | 210  | 230  | 237  |
| Počet domů     | 61   | 68   | 79   | 83   | 98   | 105  | 109  | 121  | 118  | 107  | 95   | 126  | 131  | 135  | 137  |

## Obecní správa
V roce 1869 Újezd u Svatého Kříže byl osadou obce Olešná v okrese Plzeň. V letech 1880–1950 byl obcí v okrese Plzeň (1880–1890) a později v okrese Rokycany. V letech 1961–1971 patřil jako část města k Radnicím a od 26. listopadu 1971 do 31. března 1980 byl znovu obcí, kdy se konaly obecní volby. Od 1. dubna 1980 do 23. listopadu 1990 patřil znovu jako část města k Radnicím a od 24. listopadu 1990 je opět samostatnou obcí.

### Obecní symboly
Znak a vlajka byly obci uděleny rozhodnutím předsedy Poslanecké sněmovny Parlamentu České republiky dne 13. května 2003.

## Pamětihodnosti
- Kostel svatého Kříže, pozdně barokní jednolodní stavba s věží v průčelí z let 1777–1779. Stojí nad návsí na malé vyvýšenině, hlavní přístup od západu osovým schodištěm. Západní průčelí s prostředním rizalitem, z něhož vybíhá věž. Obdélná loď je sklenuta kupolí, presbytář a podkruchtí plackami.[9][10]
- Výklenková kaplička[11]
- Jilm vaz v Újezdě, památný strom v zahradě asi 100 metrů jižně od kostela
- Mohylové pohřebiště[12]